# Pierre Vanlerenberghe
Pour les articles homonymes, voir Vanlerenberghe.
Pierre Vanlerenberghe, né le 25 juin 1942 à Bully-les-Mines (Pas-de-Calais) est un ancien dirigeant syndical de la Confédération française démocratique du travail (CFDT). Ingénieur, après avoir été Secrétaire général des cadres de la CFDT, il fut cadre dirigeant à la Compagnie de Saint-Gobain, puis, dans l'administration d'État, chef de service au Commissariat général du Plan. Dans le monde associatif, il a été Secrétaire général de la JEC (Jeunesse étudiante chrétienne/1965-1966) et président de La Fonda (association) (2008-2012).

## Biographie

### Famille et formation
Pierre, Gérard, Maurice Vanlerenberghe est né le 25 juin 1942, dans un coron minier, Cité des Alouettes à Bully-les-Mines. Il est le fils de Victor Vanlerenberghe, employé des Mines de Béthune, syndicaliste CFTC mineurs, catholique militant, animateur des Équipes Ouvrières du MRP (Mouvement des Républicains Populaires) dans le Pas-de-Calais. Il est le frère cadet de Jean-Marie Vanlerenberghe, ingénieur ICAM, Institut catholique d'arts et métiers, qui fut Maire d'Arras de 1995 à 2011, Sénateur du Pas-de-Calais depuis 2001.
Après ses études secondaires au Lycée privé polyvalent Saint-Paul de Lens, il devint en 1964 Ingénieur généraliste de l'ICAM comme son frère, obtiendra le diplôme de l'IAE Paris en 1966 (Master en Administration des Entreprises) et préparera un doctorat en Économie du Travail avec le professeur Henri Bartoli.

### Carrière professionnelle
Il entre dans la vie active fin 1966 comme ingénieur, responsable d'un service de formation dans l'entreprise Sovirel (Société des verreries industrielles du Loing, produisant essentiellement du verre technique dont le Pyrex) à Bagneux-sur-Loing qui comptait alors près de 2 000 salariés. Lors des grandes grèves accompagnant le Mouvement de 1968, il crée avec des techniciens et cadres une section de la CFDT. Les trois usines du site ne comptaient jusqu'alors que deux syndicats, la CGT et la CGC pour les cadres et agents de maîtrise. La CFDT deviendra majoritaire quelques années plus tard. Il quittera l'entreprise pour rejoindre la CFDT (voir ci-dessous).
Il reviendra plus tard dans l'industrie verrière comme cadre dirigeant à la Compagnie de Saint-Gobain en 1984 après avoir exercé de grandes responsabilités au sein de la CFDT. Appelé en effet par Roger Fauroux alors PDG de la Compagnie de Saint-Gobain, futur Ministre de l'Industrie de Michel Rocard, il y devint Directeur de la Gestion des Cadres du Groupe, fonction qu'il exerça jusqu'en 1991.

## Ses engagements étudiants
Militant de la Jeunesse étudiante chrétienne (JEC) dès le premier cycle du secondaire, il devint durant ses études supérieures responsable fédéral de la JEC masculine du Pas-de-Calais. En 1964, il fut appelé à rejoindre l'équipe nationale comme Secrétaire général adjoint de Henri Nallet, alors Secrétaire général, pour y remplacer Bernard Wouts qui sera plus tard directeur de l'Imprimerie du Monde. Il eut un rôle très actif lors de la crise de la JEC en 1965 qui opposa une partie des équipes nationales de la JEC et de la JECF aux évêques, notamment Pierre Veuillot. Crise récurrente de cette organisation étudiante centrée cette fois-ci sur l'engagement socio-politique des mouvements d'Action Catholique,. En mai 1965, il accepta d'en devenir le Secrétaire général pour reconstruire le mouvement secoué par l'impact médiatique de la crise d'identité qu'il venait de connaître. Il y conduisit le rapprochement avec la JECF, ces deux mouvements fusionnant en 1966. Fin 1966, il en laissa la responsabilité à deux coprésidents, une femme et un homme, Marie-Dominique Duvivier et Jacques Vercamen.

## Engagement syndical à la CFDT
Il est appelé en 1970 à prendre la succession du permanent du syndicat regroupant les ingénieurs et cadres de la chimie adhérents à la CFDT, Jacques Moreau (homme politique). Ce dernier remplaçait alors Edmond Maire au secrétariat général de la Fédération des Industries Chimiquesqui venait de le quitter, élu à la Commission exécutive confédérale peu de temps avant de devenir Secrétaire général de la Confédération fin 1971. Il est élu, en mars 1975, Secrétaire Général de l'Union Confédérale des Ingénieurs et Cadres (UCC-CFDT), en remplacement de Roger Faist. Sous son impulsion, les ingénieurs et cadres de la CFDT sortirent de la crise identitaire qu'ils éprouvaient alors. Elle était dû moins aux orientations autogestionnaires de la centrale qu'à la contestation très vive des rapports hiérarchiques dans les entreprises, conduisant même à des épisodes de violence, le plus extrême ayant été l'affaire Overney. Il met alors l'accent sur le rôle modernisateur que les ingénieurs ont dans le cadre du changement technologique profond que connaissent les entreprises avec l'explosion des applications informatiques dans l'industrie. Dans le cadre de leurs responsabilités, les ingénieurs et cadres peuvent y améliorer les rapports sociaux, introduire de nouvelles formes d'organisation plus conviviales.
Élu au Bureau national de la Confédération au Congrès d'Annecy en 1976, il est souvent considéré comme le 11e membre de la Commission exécutive, l'Union Confédérale ayant de fait un poste réservé même si le titulaire est soumis à élection lors du Congrès. Ami de Jacques Moreau, rédacteur du rapport sur ce qui a été appelé le recentrage ou la resyndicalisation de la CFDT en 1977, il est proche d'Edmond Maire qui a toujours milité pour que la CFDT étende son influence chez les cadres. En 1979, lors des élections aux Prud'hommes, la CFDT et ses cadres confirment leur second rang dans le collège encadrement, derrière la CGC, loin devant l'UGICT-CGT.
Pierre Vanlerenberghe animera aux côtés de Jacques Chérèque ce qui sera appelé la "majorité confédérale" qui mettra en œuvre le recentrage. Il y rencontrera Jean Kaspar, Jean-Paul Jacquier et d'autres futurs secrétaires nationaux, en organisant pour cette génération de dirigeants des rencontres de travail intellectuel sur de grands auteurs comme Antonio Gramsci ou Alain Touraine par exemple.
En 1984, il cède sa place à Daniel Croquette, issu de la même fédération de la Chimie, et rejoint alors le Groupe Saint-Gobain comme cadre dirigeant.

## L'évaluation du RMI et le Plan
En 1989, il accepte de présider la première grande évaluation d'une loi, celle sur le Revenu minimum d'insertion (RMI). Michel Rocard qui avait créé le RMI, tout en voulant trouver un consensus pour le pérenniser, souhaitait introduire de nouvelles méthodes pour asseoir l'autorité des lois en les adaptant le plus vite possible aux réalités du terrain. Il y croise Nicole Questiaux, Gabriel Oheix, Marie-Thérèse Join-Lambert, Hervé Seryiex et Patrick Viveret, un des initiateurs du RMI et de la politique d'Évaluation. En mai 1992, après la publication du rapport, la loi est reconduite par le parlement à la quasi-unanimité après adoption de quelques améliorations au dispositif.
Il est alors appelé par le Commissaire au Plan, Jean-Baptiste de Foucauld, à succéder à Raoul Briet comme Chef du Service des Affaires Sociales. Ce service communément appelé dans l'Administration publique, le SAS, y traitait des questions d'éducation, d'emploi, de travail, de protection sociale et d'aide sociale. Il y restera 12 ans sous la responsabilité successive de JB de Foucauld, Henri Guaino, Jean-Michel Charpin et Alain Etchegoyen. Il participera notamment aux rapports de Foucauld sur la Protection sociale, au rapport Charpin sur "L'avenir des retraites", et surtout organisera le travail sur "L'avenir du travail dans 20 ans" dit Rapport Boissonnat. En 2004, sur la base d'un désaccord de fond avec le Commissaire d'alors, il démissionne de ses fonctions en le rendant public et exerce ses droits à retraite.

## Engagements politiques et associatifs
Il fait partie du Club Échange et Projets dès sa création en 1973 par Jacques Delors faisant suite à l'expérience de celui-ci comme Conseiller social du Premier Ministre Jacques Chaban-Delmas de 1969 à 1972. Il y côtoie maints hauts fonctionnaires, intellectuels, universitaires ou chefs d'entreprise tels qu'Antoine Riboud ou José Bidegain. Ce dernier en devient le président lorsque son créateur devient Ministre de l'Économie et des Finances de François Mitterand dans le gouvernement de Pierre Mauroy en 1981. Pierre Vanlerenberghe lui succède de 1986 à 1996, date où il en laisse la responsabilité à Jean-Baptiste de Foucauld qui en était de fait un des animateurs principaux. Le club fusionne un peu plus tard avec les réseaux rocardiens des Clubs Convaincre pour devenir Convictions. Dans le cadre de son mandat, Pierre Vanlerenberghe avait créé aussi des liens avec Démocratie 2000 qui regroupait les "transcourants" du Parti Socialiste, de François Hollande à Alain Richard (homme politique), Jean-Pierre Worms ou Jean-Yves Le Drian dont il devient ami.
Il participe à la Commission Dautresme qui, en 1982, propose de profondes réformes de l'épargne en France.
Membre entre 1966 et 1970 de la Convention des institutions républicaines, il est candidat en 1968 à la députation au titre de la Fédération de la gauche démocrate et socialiste (FGDS) dans la circonscription d'Alain Peyrefitte qui venait de démissionner de son poste de Ministre de l'Éducation Nationale à la suite du mouvement étudiant et lycéen de 1968. Il n'adhérera au nouveau Parti Socialiste dit d'Épinay qu'en 1974 dans le cadre des Assises du socialisme qui permet à la Seconde gauche de rejoindre ce parti.
Adhérent de la La Fonda (association) depuis les années 1980, il participe à la volonté de faire émerger une société civile organisée capable d'un dialogue constructif avec les différents pouvoirs publics. L'association avait en effet pris en 1981 la succession de l'ADAP (Association pour le Développement des Associations de Progrès), présidée par François Bloch-Lainé, qui mettait en œuvre un des premiers projets pensés par le Club Échanges et Projets. Il en devint plus tard président, de mars 2008 à mars 2012, à la suite de Jean-Pierre Worms. Sous son impulsion, la Fonda se redéfinie comme Think Tank au service des associations et propose à ces dernières de mieux maîtriser leur action en se projetant dans l'avenir grâce à un grand exercice de prospective participatif "Faire ensemble 2020".
Il est Chevalier dans l'Ordre national de la Légion d'honneur depuis 1999.

## Publications
- Pierre Vanlerenberghe (dir.), Rapport de la Commission Nationale d’Évaluation du RMI, Le pari de l’Insertion, La Documentation française, 1992
- Échange et Projets Le social au pouvoir, Editions Balland, 1995, préface de Pierre Vanlerenberghe, voir pages 8 et 159
- Philippe Chalmin (dir.), Pauvreté et exclusion, in Enjeux économiques et sociaux, Ed.Economica, 1995, p. 145-160
- Pierre Vanlerenberghe, Vers le contrat d'activité, in Projet, no 246 (juin 1996)
- Collectif, Société, économie, travail: la recomposition permanente, in "l'Orientation face aux mutations du travail", Ed.Syros, 1997, p. 61 et suivantes ou https://www.ressources-de-la-formation.fr/index.php?lvl=notice_display&id=6179